# うろこの家・うろこ美術館

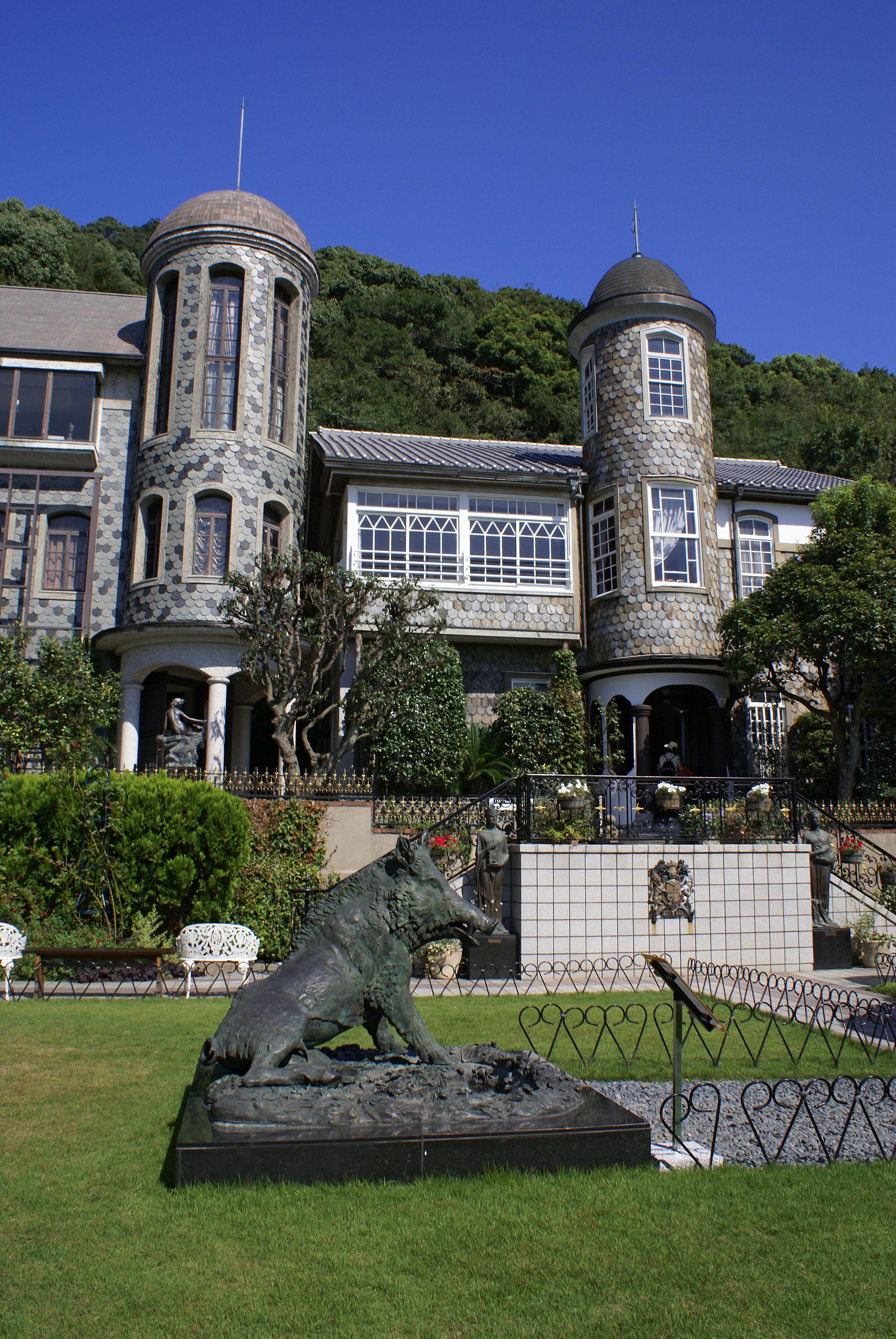
うろこの家（右）・うろこ美術館（左）

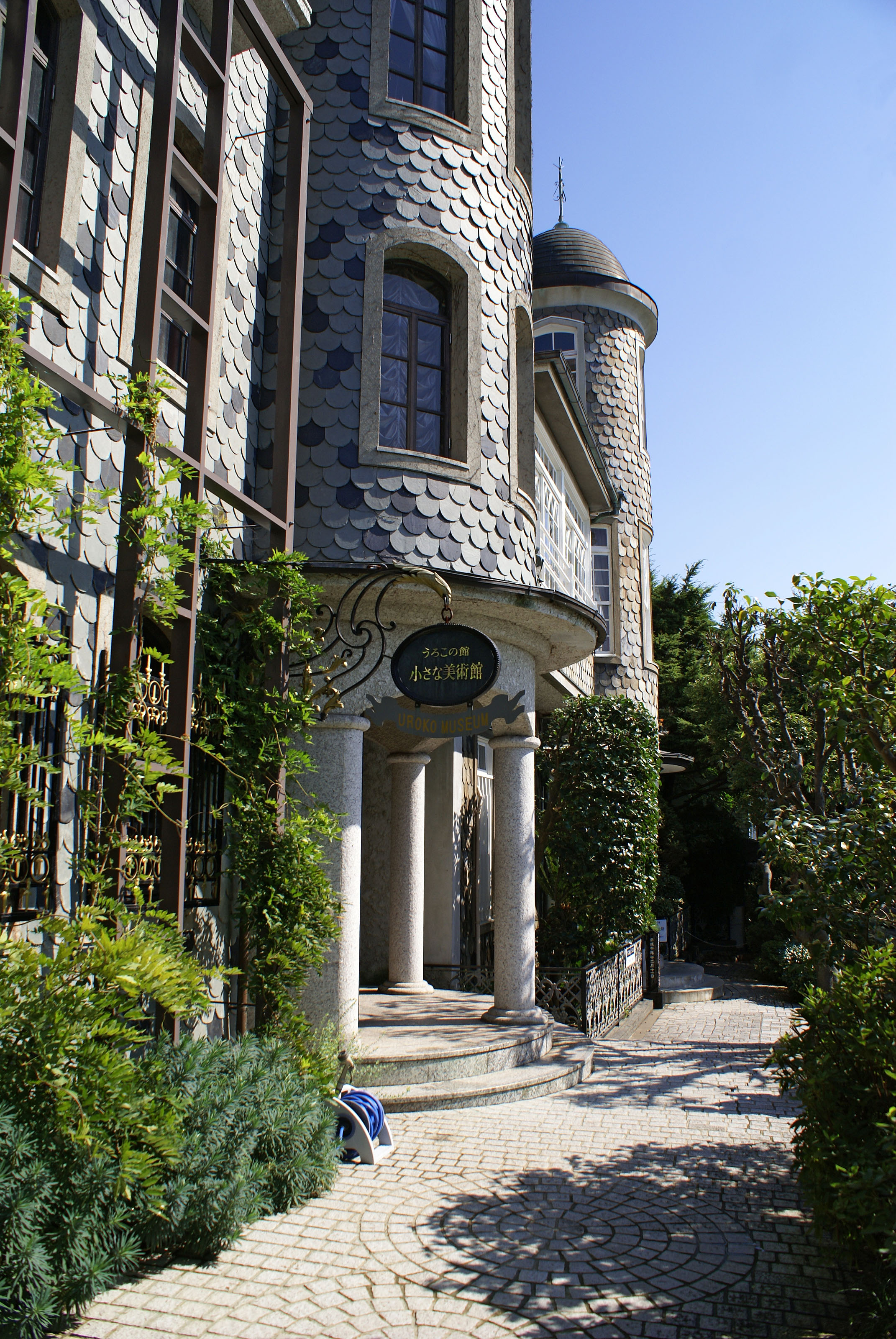
うろこ美術館

うろこの家・うろこ美術館（うろこのいえ・うろこびじゅつかん）は、兵庫県神戸市中央区の北野町にある歴史的建造物。うろこの家と呼ばれる西洋建築に美術館「うろこ美術館」を併設する。神戸で最初に公開された異人館である。外壁に貼られた天然スレートの形状が魚鱗のように見えることが館名の由来である。

## うろこの家
明治38年（1905年）頃、神戸旧居留地に外国人向けの高級借家として建設され、大正年間に北野町に移建された西洋館で、後にドイツ人R.ハリヤーの住居となった。そのため旧ハリヤー邸とも呼ばれるが、「うろこの家」という通称の方が一般的である。
館内には、時代の経た家具・調度品とともにマイセンをはじめとする陶磁器、エミール・ガレやティファニーなどのガラス工芸品が展示されている。国の登録有形文化財、兵庫住宅百選の一つである。
Windowsゲーム『Fate/stay night』でロケハンに使用されまた、同じくWindows用ゲーム｢Rewrite」にてモデルとして使われた。

## うろこ美術館
うろこの家の西隣に建設された美術館。
標高150mに位置する3階は堀江優の絵画の展示場になっており、窓からは神戸港まで一望できる。

### 主な所蔵品
ルノアール、トロワイヨン、ルオー、キスリング、マチス、ユトリロ、ビュッフェら近代ヨーロッパの著名画家の油彩画とロシアの絵画、堀江優の作品を展示している。
- ユトリロ 「ミミの家」
- ビュッフェ 「アナベラ像」
- コンスタン・トロワイヨン 「フォンテンブロー 狩人のいる風景」
- ラドヴィッチ 「タシュの教会」
- エドモン＝フランソワ・アマン＝ジャン 「マリー・ローランサンの肖像」「葡萄を摘む少女」
- モイズ・キスリング 「赤い膝掛けの裸婦」
- モーリス・ドニ 「母と子」
- マチス 「ニースの花」
- アンドリュー・ワイエス 「階段」1917
- ウジェーヌ・カリエール 「想い出」
- ナスリィーイフ 「写生」
- トラン 「ブローニュの占い」
- ラファエル・コラン 「微風」（黒田清輝の師）
- サレンティン 「想い出」
- ノエル 「嵐のち晴れ」
- 堀江優 「リベカ」、「信ぜよ」、「最後の晩餐」

## 利用情報
- 開館時間 - 9:00 - 18:00（10月中旬から3月中旬は17:00閉館）
- 休館日 - 年中無休
- 入館料 - 大人1000円、小学生以下300円（他の異人館の入館料が無料 - 500円であるが、美術館を併設しているため1000円とされる）

## 建築概要
うろこの家
- 設計 - 不明
- 竣工 - 1905年（明治38年）頃
- 構造 - 木造、地上2階建、塔屋付、切妻屋根、黒桟瓦葺、壁面天然スレート貼り
- 所在地 - 〒650-0002 兵庫県神戸市中央区北野町2-20-4

## ギャラリー

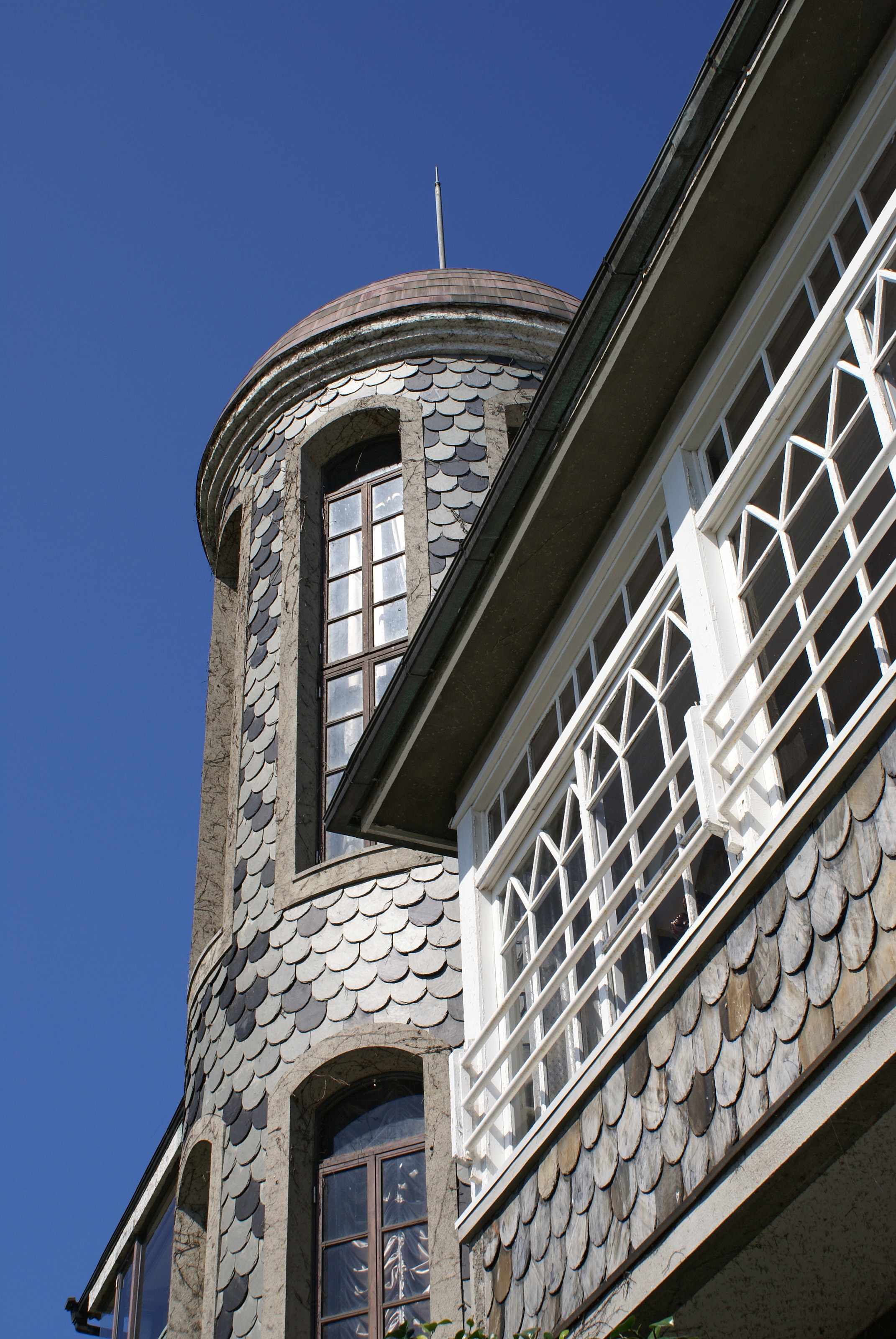
うろこの家塔屋
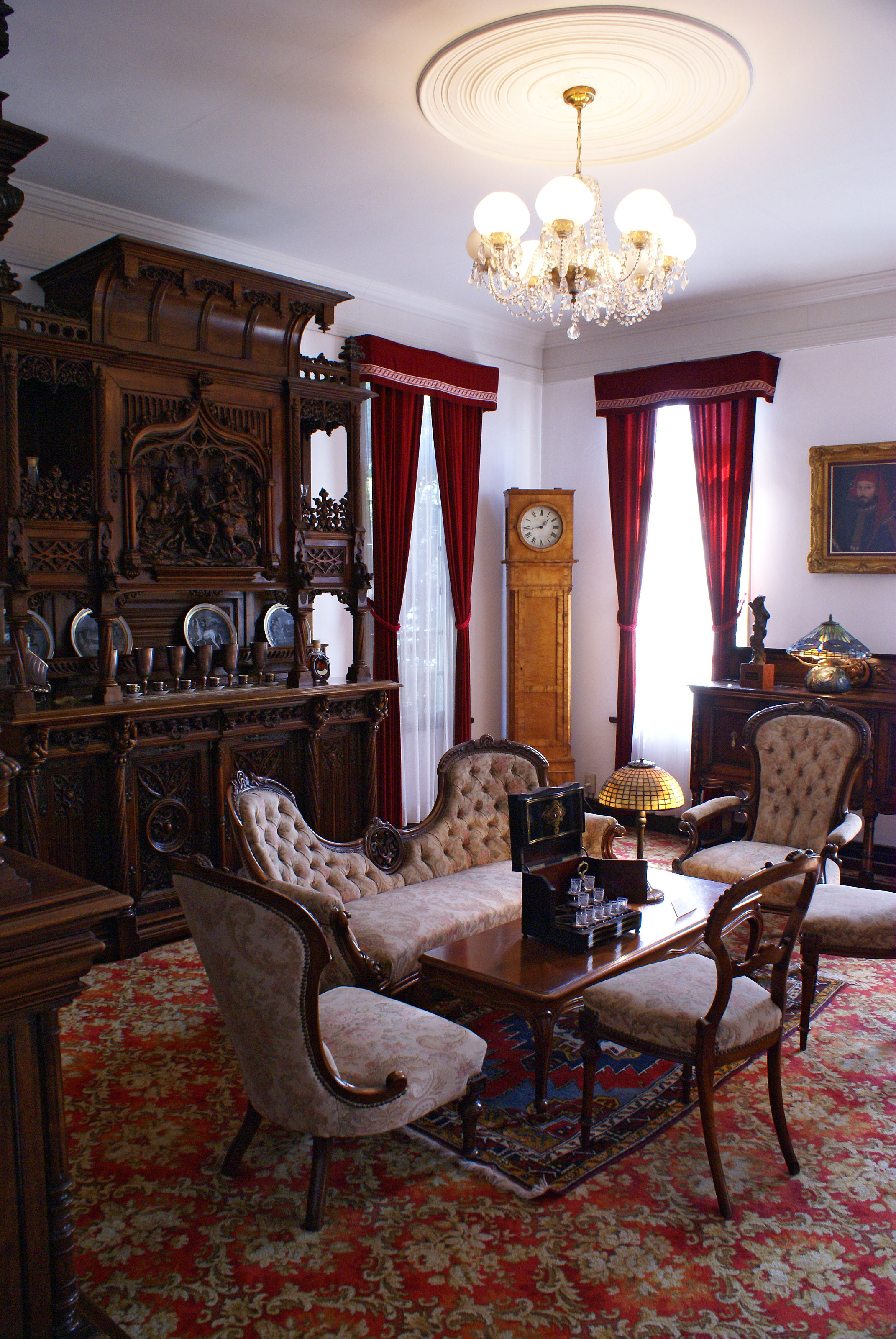
うろこの家2階居間
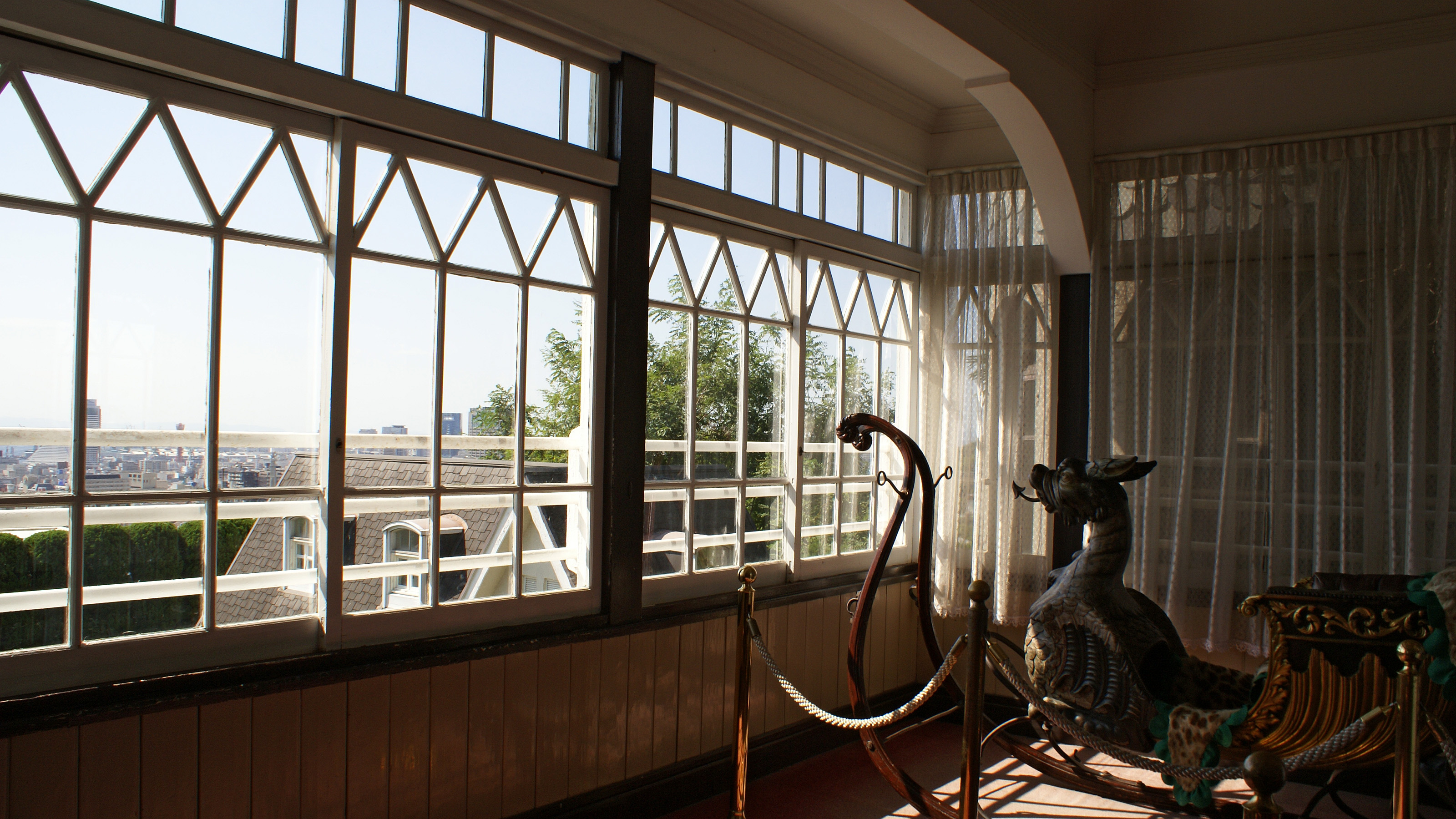
うろこの家2階の窓
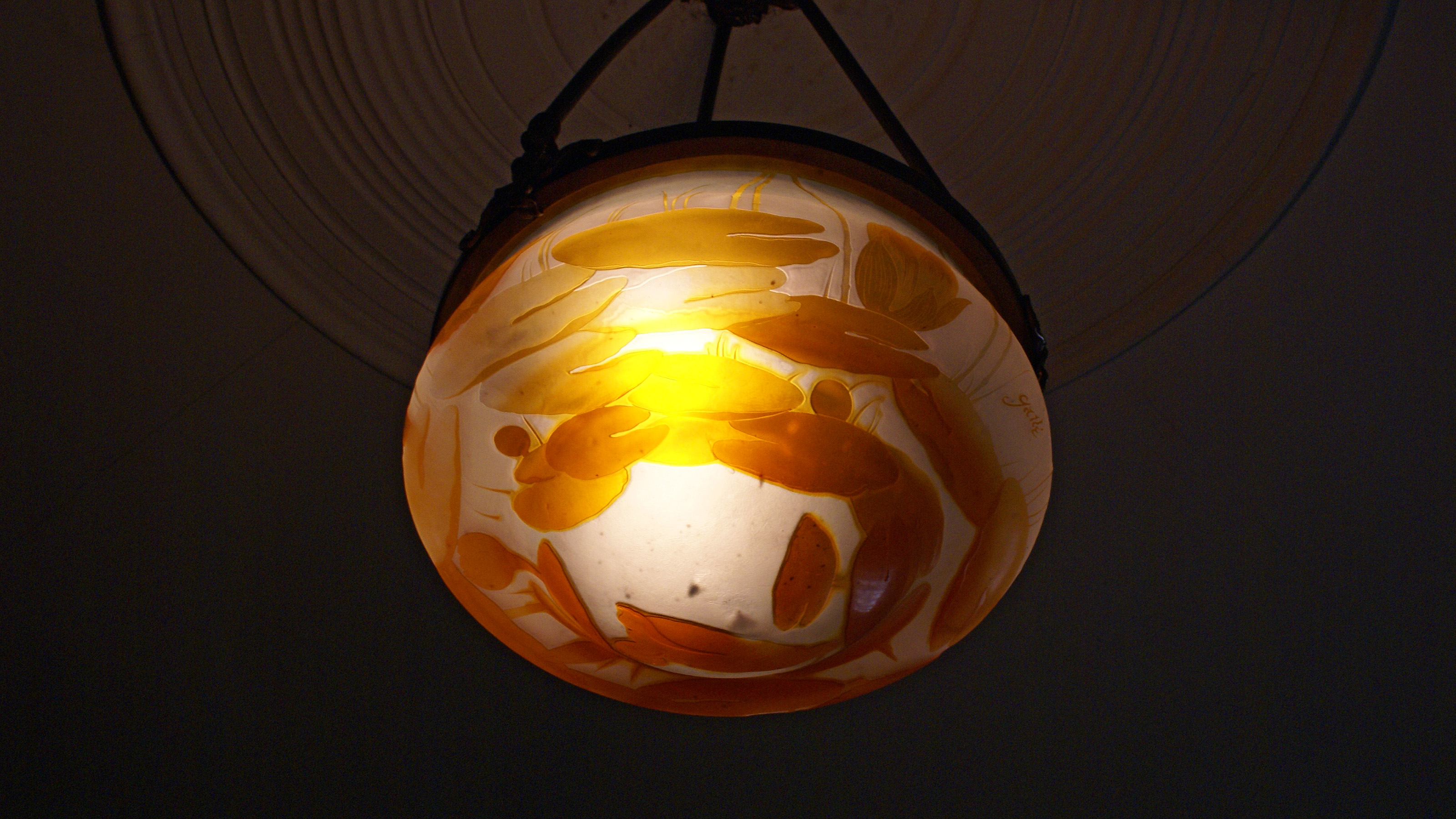
ガレのランプ
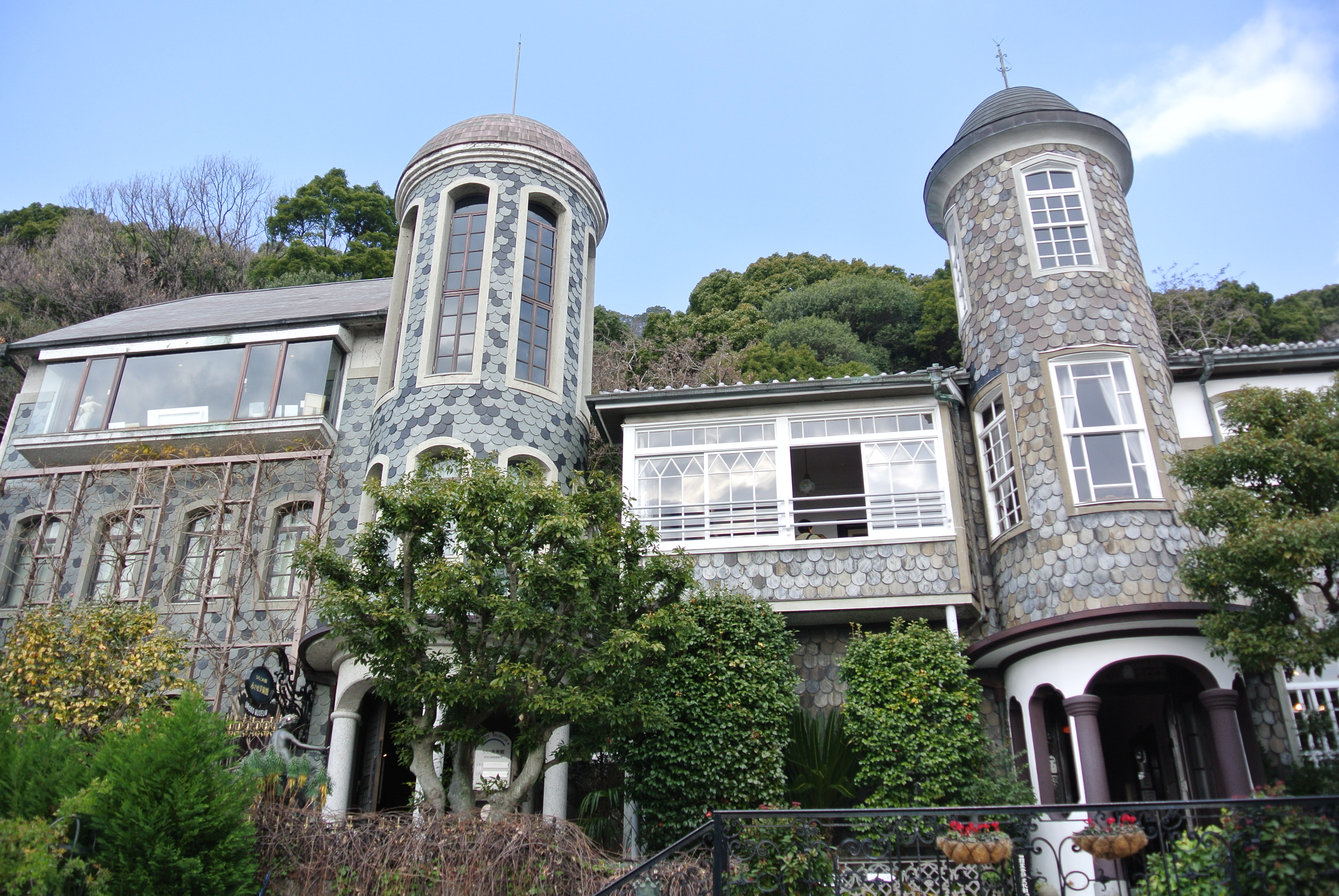
うろこの家（右）とうろこ美術館（左）

## 交通アクセス
- 山陽新幹線 新神戸駅 徒歩15分
- JR 三ノ宮駅 徒歩20分
- 阪急 神戸三宮駅 徒歩20分
- 阪神 神戸三宮駅 徒歩20分
- 地下鉄西神・山手線 三宮駅 徒歩20分
- 地下鉄海岸線 三宮・花時計前駅 徒歩20分
- ポートライナー 三宮駅 徒歩20分

## 周辺情報
- 北野町山本通
  - プラトン装飾美術館
  - 旧ドレウェル邸（ラインの館）
  - 山手八番館（旧サンセン邸）
  - 北野外国人倶楽部（旧ブリューガー邸）
  - 展望塔の家
  - 旧サッスーン邸